# Copa de la Reina de Fútbol 2012
La Copa de la Reina de Fútbol 2012 se disputó entre el 8 y el 10 de junio de 2012 en la Ciudad del Fútbol de Las Rozas. El RCD Espanyol se proclamó campeón por sexta vez en su historia, igualando al Levante UD como equipo más laureado de la competición.

## Sistema de competición
En esta edición de la Copa de la Reina participan cuatro equipos: los cuatro primeros clasificados de la Primera División Femenina. 

## Resultados

### Cuadro de resultados
|  | Semifinales         | Semifinales  |   |  | Final               | Final |  |
|  |                     |              |   |  |                     |       |  |
|  | 8 de junio de 2012  |              |   |  |                     |       |  |
|  | Athletic Club       | 2            |   |  |                     |       |  |
|  | FC Barcelona        | 0            |   |  |                     |       |  |
|  |                     |              |   |  |                     |       |  |
|  |                     |              |   |  | 10 de junio de 2012 |       |  |
|  |                     |              |   |  | Athletic Club       | 1     |  |
|  |                     | RCD Espanyol | 2 |  |                     |       |  |
|  |                     |              |   |  |                     |       |  |
|  |                     |              |   |  |                     |       |  |
|  |                     |              |   |  |                     |       |  |
|  | 8 de junio de 2012  |              |   |  |                     |       |  |
|  | RCD Espanyol (pen.) | 1 (7)        |   |  |                     |       |  |
|  | Rayo Vallecano      | 1 (6)        |   |  |                     |       |  |

### Semifinales
| 8 de junio de 2012 19:30 (CET) | Athletic Club           | 2:0 (1:0) | FC Barcelona | Ciudad del Fútbol, Las Rozas de Madrid (Madrid) |                                |
|                                | Guru 37' · Flaviano 72' | Reporte   |              | Árbitro(s): Beatriz Gil Gozalo                  | Árbitro(s): Beatriz Gil Gozalo |

| 8 de junio de 2012 21:45 (CET) | RCD Espanyol                                                                              | 1:1 (1:1, 1:1) (7:6 p.)    | Rayo Vallecano de Madrid                                                    | Ciudad del Fútbol, Las Rozas de Madrid (Madrid) |                                   |
|                                | Mari Paz 27'                                                                              | Reporte                    | Natalia 34'                                                                 | Árbitro(s): Fernando Bueno Prieto               | Árbitro(s): Fernando Bueno Prieto |
|                                |                                                                                           | Tiros desde el punto penal |                                                                             |                                                 |                                   |
|                                | Vanesa · Marta Torrejón · Aida · Mari Paz · Sara Monforte · Meseguer · Sara Serna · Nuria |                            | Jenni · Paloma Lázaro · Chini · Alexandra · Pilar · Pachi · Burgos · Alicia |                                                 |                                   |

### Final
| 1          | POR        | Ainhoa Tirapu     |      |  |
| 10         | DEF        | Iraia Iturregi    |      |  |
| 22         | DEF        | Irene Paredes     |      |  |
| 11         | DEF        | Arrate Orueta     |      |  |
| 20         | DEF        | Saioa González    |      |  |
| 21         | MED        | Gurutze Fernández | 50'  |  |
| 6          | MED        | Joana Flaviano    |      |  |
| 16         | MED        | Amaia Olabarrieta | 116' |  |
| 17         | MED        | Elixabet Ibarra   |      |  |
| 9          | DEL        | Irune Murua       | 49'  |  |
| 19         | DEL        | Erika Vázquez     |      |  |
| Entrenador | Entrenador | Juan Luis Fuentes |      |  |

| 1          | POR        | Mariajo Pons    |      |  |
| 5          | DEF        | Marta Torrejón  |      |  |
| 25         | DEF        | Núria Mendoza   |      |  |
| 10         | DEF        | Vanesa Gimbert  |      |  |
| 8          | DEF        | Sónia Matias    | 113' |  |
| 4          | MED        | Andrea Pereira  | 68'  |  |
| 11         | MED        | Sara Monforte   |      |  |
| 15         | MED        | Silvia Meseguer |      |  |
| 23         | MED        | Brenda Pérez    |      |  |
| 4          | MED        | Débora García   | 81'  |  |
| 9          | DEL        | Mari Paz Vilas  |      |  |
| Entrenador | Entrenador | Luis Carrión    |      |  |

| 7  | DEL | Nekane Díez      | 49'  |
| 4  | MED | Itsaso Nabaskues | 50'  |
| 12 | DEL | Manu Lareo       | 116' |

| 6  | DEL | Sara Serna      | 68'  |
| 6  | DEL | Sara Navarro    | 81'  |
| 32 | DEL | Ariadna Forment | 113' |

|  | 61' | Itsaso Nabaskues | 1-0 |

|  | 48'  | Brenda Pérez   | 0-1 |
|  | 114' | Mari Paz Vilas | 1-2 |

| Amonestado | 23' | Erika Vázquez     |
| Amonestado | 99' | Amaia Olabarrieta |

| Amonestado | 90'  | Marta Torrejón |
| Amonestado | 98'  | Sara Serna     |
| Amonestado | 105' | Sara Monforte  |

| Otorgado · Otorgado otra vez · Expulsado | 60' 86'  | Irene Paredes |
| Otorgado · Otorgado otra vez · Expulsado | 85' 112' | Arrate Orueta |

| Árbitro | José Luis Lesma |
| Reporte |                 |

| 1          | POR        | Ainhoa Tirapu     |      |  |
| 10         | DEF        | Iraia Iturregi    |      |  |
| 22         | DEF        | Irene Paredes     |      |  |
| 11         | DEF        | Arrate Orueta     |      |  |
| 20         | DEF        | Saioa González    |      |  |
| 21         | MED        | Gurutze Fernández | 50'  |  |
| 6          | MED        | Joana Flaviano    |      |  |
| 16         | MED        | Amaia Olabarrieta | 116' |  |
| 17         | MED        | Elixabet Ibarra   |      |  |
| 9          | DEL        | Irune Murua       | 49'  |  |
| 19         | DEL        | Erika Vázquez     |      |  |
| Entrenador | Entrenador | Juan Luis Fuentes |      |  |

| 1          | POR        | Mariajo Pons    |      |  |
| 5          | DEF        | Marta Torrejón  |      |  |
| 25         | DEF        | Núria Mendoza   |      |  |
| 10         | DEF        | Vanesa Gimbert  |      |  |
| 8          | DEF        | Sónia Matias    | 113' |  |
| 4          | MED        | Andrea Pereira  | 68'  |  |
| 11         | MED        | Sara Monforte   |      |  |
| 15         | MED        | Silvia Meseguer |      |  |
| 23         | MED        | Brenda Pérez    |      |  |
| 4          | MED        | Débora García   | 81'  |  |
| 9          | DEL        | Mari Paz Vilas  |      |  |
| Entrenador | Entrenador | Luis Carrión    |      |  |

| 7  | DEL | Nekane Díez      | 49'  |
| 4  | MED | Itsaso Nabaskues | 50'  |
| 12 | DEL | Manu Lareo       | 116' |

| 6  | DEL | Sara Serna      | 68'  |
| 6  | DEL | Sara Navarro    | 81'  |
| 32 | DEL | Ariadna Forment | 113' |

|  | 61' | Itsaso Nabaskues | 1-0 |

|  | 48'  | Brenda Pérez   | 0-1 |
|  | 114' | Mari Paz Vilas | 1-2 |

| Amonestado | 23' | Erika Vázquez     |
| Amonestado | 99' | Amaia Olabarrieta |

| Amonestado | 90'  | Marta Torrejón |
| Amonestado | 98'  | Sara Serna     |
| Amonestado | 105' | Sara Monforte  |

| Otorgado · Otorgado otra vez · Expulsado | 60' 86'  | Irene Paredes |
| Otorgado · Otorgado otra vez · Expulsado | 85' 112' | Arrate Orueta |

| Árbitro | José Luis Lesma |
| Reporte |                 |

| Bandera de Cataluña     |
| RCD Espanyol 6.º título |